# 皇室典範
皇室典範（こうしつてんぱん、昭和22年法律第3号）は、日本国憲法第2条および第5条に基づき、天皇・皇位継承および摂政の設置、皇族の身分、天皇や皇族の陵や墓（皇室財産）、皇室会議など、皇室に関する日本の法律である。単に典範（てんぱん）とも呼ばれる。
所管官庁は、宮内庁長官官房秘書課である。
1946年（昭和21年）11月3日の日本国憲法公布を受けて、同100条、2条および5条に基づき、1947年（昭和22年）の最後の第92回帝国議会にて提案された一連の憲法附属法の制定手続の過程で枢密院の諮詢および帝国議会衆・貴両院の協賛を経て制定され、1947年（昭和22年）5月3日、日本国憲法と同時に施行された。
大日本帝国憲法下の皇室典範は法律ではなく家憲（＝家訓）の扱いだったに対し、日本国憲法（昭和憲法）下の皇室典範は法律として定められ、立憲君主国における一般的な法律としての王位継承法となっている。

## 概説
従来「皇統」とされてきたものを前提とした皇位の世襲制（日本国憲法第2条）を前提に、その具体的・細目的事項は「国会の議決した皇室典範」の定めるところに委ねられるとれている。大日本帝国憲法において皇室自律主義に基づき国民の関与すべきものでないとされた皇室典範という名称は変わらないが、国会の議決によるものとされているところが、明治憲法体制と大きく異なる。皇室典範は明治憲法法典と並列した国法体系中最高の法規であり最重要性をもつ内容のものであり、美濃部達吉のいわゆる皇室自律主義にもとづき皇室会議と枢密顧問の諮詢を経て勅定という特別手続きでのみ改正・増補されるものであった。現行憲法においても「皇室典範」という特定の法律名を憲法において先取りしていることは極めつけの異例であるとも言われる。
美濃部達吉は憲法改正草案審査委員会において皇室の家法である皇室典範に天皇の発案権も御裁可権もないことに疑問を提していた。美濃部は皇室典範である以上は天皇発議権等を留保した特別手続きにもとづく特別規範である必要があり、そうでなければ皇室典範という名称はやめて単なる国会制定法にしなければならないとしていた。
昭和天皇も皇室典範改正の発議権を天皇によることと堂上華族の存続の二点については存続を望んでいたという。

## 経緯
現在の皇室典範は「法律」として1947年（昭和22年）1月16日に公布された。他の法律と同様にその改正は国会の議決で行われることにより、皇室の制度そのものに国民の民意が国会を通じて関与することとなった。これは、制定当時、日本を占領していたGHQの強い意向によるものである。

改正を議論した政府の臨時法制調査会、第一部会第八回小委員会において、自身の公職追放を恐れてGHQ民政局へのアピールのために急進改革派に変節していた宮沢俊義から新日本国憲法第十四条、法の下の平等に基づき内親王への皇位継承権と女帝と結婚する一般国民の皇族身分の取得、すなわち女性天皇、女系天皇を認めることの要求があった。しかしこれに対し、この皇室典範を起草した高尾亮一（当時は宮内省参事官）は、制定された日本国憲法第二条の「皇位の世襲」は第十四条に優先し、かつ「天皇の皇位」は第十四条の例外規定であると説明し、「世襲」という概念は様々であるが「皇位の世襲」についてはその伝統は男系であるとの説明を行い、現行の皇室典範第一条の「皇位は皇統に属する男系の男子がこれを継承する」という条文が定められた。

またこの第八回小委員会では宮沢俊義、鈴木義雄（社会党）、杉村章三郎、横田喜三郎らの宮沢グループとされる委員から天皇退位の規定についての意見が出された。横田喜三郎は天皇は軍国主義の代表者であり、戦争の責任者であるから退位すべきという主張から退位条項の規定を主張していた。宮沢俊義は天皇の自由意志を根拠としたが、起草者の高尾亮一は退位に伴い即位すべき皇長男子も自由意志にするのかと反論した。また本人の意思が偽装される可能性や天皇の責任の自覚の問題からも退位規定は不可であるとし、内閣法制局長官佐藤達夫らと相談し、退位については「非常の場合は」「特別立法」であることを示唆し、退位条項は置かないことと決せられた。
最後に宮沢グループはGHQの意向を受けて皇族会議を解体し、皇室会議を設置するよう要求してきた。高尾は抵抗したが、宮沢グループによる修正により皇室会議への天皇の出席は排除され、参加する皇族数も二名にまで激減せられ事実上「皇族会議」は解体され現行の「皇室会議」の形となった。

この皇室典範は日本国憲法施行の日と同日の1947年（昭和22年）5月3日に施行された。その前日（5月2日）、1889年（明治22年）裁定の「皇室典範」並びに1907年（明治40年）および1918年（大正7年）の｢皇室典範増補」は廃止された（皇室典範及皇室典範增補廢止ノ件）。また、皇室令の法形式も廃止されている（皇室令及附属法令廃止ノ件（昭和22年皇室令第12号））。

## 改正
- 1949年（昭和24年） - 総理府設置法の制定等に伴う関係法令の整理等に関する法律
  - 総理庁が総理府に、宮内府が宮内庁に、それぞれ組織改編されることに伴い、「宮内府」を「宮内庁」に改めた。
- 2017年（平成29年） - 天皇の退位等に関する皇室典範特例法
  - 皇室典範を改正し、附則に、「皇室典範の特例として天皇の退位について定める『天皇の退位等に関する皇室典範特例法』は、皇室典範と一体を成すものである」との規定を追加した（附則4項）。この法律は皇室典範に明記されていない「天皇の退位」を、第125代天皇・明仁1代限りにおいて可能とし、この退位のみに伴う「上皇」と「上皇后[注釈 1]」の地位や新たに皇嗣となる皇族[注釈 2]など、その他の事項を定めた特例の法律であって、皇室典範の本則を改正したものではないが、憲政史上初めて[注釈 3]生前の退位が実現し明仁から徳仁への皇位継承が行われた。なお、2025年（令和7年）現在は他に該当する特例法もないため、単に「皇室典範特例法」と略称されることが多い[22][23][24][25][26]。

## 構成
以下の通りに構成されている。
- 第一章 - 皇位継承
- 第二章 - 皇族
- 第三章 - 摂政
- 第四章 - 成年、敬称、即位の礼、大喪の礼、皇統譜および陵墓
- 第五章 - 皇室会議

### 主な内容
- 皇位継承資格は皇統に属する男系男子のみ。（第1条）
- 皇位継承順序は直系優先、長系優先、近親優先。（第2条）
- 皇嗣に、精神若しくは身体の不治の重患があり、又は重大な事故があるときは、皇室会議の議により、前条に定める順序に従つて、皇位継承の順序を変えることができる。（第3条）
- 旧皇族を皇位継承の対象とした項目が設けられている（第2条第2項「それ以上で最近親の系統の皇族」[27]）
- 皇位を継承するのは天皇が崩じたとき。（第4条）
- 永世皇族制ではあるが、皇太子および皇太孫[注釈 4]以外は場合によって皇室会議の議により皇族の身分を離れることもできる。（第11条）
- 天皇および皇族は、養子をすることができない。（第9条）
- 皇族女子[注釈 5]は、天皇および皇族以外の者と婚姻したときは、皇族の身分を離れる。（第12条）
- 皇族で皇籍を離脱した者は、皇族に復することはない。（第15条）
- 天皇が成年に達しないとき（18歳未満）、天皇が国事行為をこなせない状態の時は摂政を置く。（第16条・第22条）

## 旧・皇室典範との主な相違点
- 大日本帝国憲法第74条で、帝国議会の旧・皇室典範への不干渉と、旧・皇室典範の大日本帝国憲法への不干渉が定められていたことに基づき、旧・皇室典範は、大日本帝国憲法と対等な法という扱いであり、両者を合わせて「典憲」と称した。しかし、現行の皇室典範の位置づけは日本国憲法に基づく法律という形式である。したがって一般の法律と同じく国会の議決によって改正することができる。
- 旧・典範が全12章62か条であるのに対し、現・典範は全5章37か条とかなり簡略化された。
- 皇位継承資格、皇族の範囲は嫡男系嫡出（正室が生んだ子）のみ（第6条）。
- 親王及び内親王とする皇族の範囲を4世から2世に狭め、3世以下を王及び女王とした（第6条）。
- 皇室令が廃止され、皇室祭祀令、皇室儀制令、皇室喪儀令など宮中の祭祀、儀礼に関する詳細な法令が無くなった。しかし2020年（令和2年）現在でも基本的には旧・皇室令に準じて実施されている。
- 皇室の財政、財務に関する事項について皇室経済法に移った。
- 太傅や、皇族に対する訴訟、懲戒規定、元号 [注釈 6]、神器渡御に関する法令が無くなった。
- 天皇を議長とし皇族で構成されていた従前の「皇族会議」は解体され、天皇は出席せずに内閣総理大臣を議長として司法立法行政の三権の長から各二名と皇族二名のみで構成される「皇室会議」が設置された[28]。

## 国会議論
国会議論において、日本国憲法第2条は日本国憲法第14条の特別規定であり、皇室典範によって女性天皇が認められていないことは憲法違反ではないと確認されている（昭和39年3月13日、衆議院内閣委員会、宇佐美毅宮内庁長官答弁）。また皇位につく資格は基本的人権に含まれておらず、同じく皇室典範が女性天皇を認めていないことは、女子差別撤廃条約に違反するものではないことも国会論議において確認済の議論である（昭和60年3月27日、参議院予算委員会、安倍晋太郎外務大臣答弁）。

### 関連文献
- 笠原英彦『皇室典範：明治の起草の攻防から現代の皇位継承問題まで』中公新書、2025年1月。ISBN 978-4121028402
- 鈴木邦男・佐藤由樹『『皇室典範』を読む　天皇家を縛る「掟」とは何か』祥伝社黄金文庫、2016年9月。ISBN 978-4396316990

### 関連記事
- 大日本帝国憲法第2条

皇室典範改正議論で主に議論になる事柄。
- 皇位継承者の不足
- 譲位（生前退位）
- 女系天皇
- 女性宮家創設
- 皇太弟・皇太甥
- 側室制度